# アンドラーシュ・コーロディ
アンドラーシュ・コーロディ（András Kórodi, 1922年5月24日ブダペスト - 1986年9月17日トレヴィーゾ）は、ハンガリーの指揮者。

## 経歴
1922年、ブダペスト生まれ。リスト音楽院でマルギット・ヴァロとミクローシュ・マースにピアノ、ラースロー・ライタに作曲、ヤーノシュ・フェレンチクに指揮法を学ぶ。1946年にハンガリー国立歌劇場の合唱指揮者としてキャリアをスタートさせたが、1956年のハンガリー動乱の際にソ連に行き、1957年にハンガリー人として初めてボリショイ劇場に客演した。1962年に東京交響楽団の招きで初来日を果たしている。1963年にはハンガリー国立歌劇場の音楽監督となり、1967年にはブダペスト・フィルハーモニー管弦楽団の首席指揮者に就任し、亡くなるまでその任にあった。
1957年より母校で教鞭を執り、門下にアンドラーシュ・リゲティ等がいる。